# Dispersion intermodale
Dans un guide d'ondes, aussi bien en acoustique qu'en électromagnétisme, la dispersion intermodale est un phénomène correspondant à l'existence de différentes vitesses possibles pour la propagation des ondes. Il existe en effet fréquemment plusieurs modes dans un guide d'ondes, soit différentes solutions aux équations de propagation.
La dispersion intermodale est à différencier de la dispersion chromatique qui est une distorsion qui résulte de la différence des vitesses de propagation des longueurs d'onde. La dispersion intermodale se produit avec une source idéale monochromatique.

## Conséquences
Dans les fibres optiques, cela conduit à un élargissement des impulsions qui limite la bande passante, chaque impulsion pouvant se répartir dans les différents modes. Pour des communications à longue distance, on utilise des fibres dites monomodes, de diamètre de cœur plus faible, où il n'existe qu'un mode de propagation. La dispersion intermodale est alors inexistante.